# الكسندر بي. وليامز
الكسندر بي. وليامز (بالإنجليزية: Alexander B. Williams)‏ هو سياسي أمريكي، ولد في 29 أكتوبر 1815. حزبياً، نشط في الحزب الجمهوري. وقد انتخب عضو مجلس ولاية نيويورك.